# 3450 Dommanget
3450 Dommanget (1983 QJ) là một tiểu hành tinh vành đai chính được phát hiện ngày 31 tháng 8 năm 1983 bởi Debehogne, H. ở La Silla.